# Serhat Koruk
Serhat Koruk  (* 4. Mai 1996 in Köln) ist ein deutsch-türkischer Fußballspieler. Er steht aktuell beim Bonner SC unter Vertrag.

## Karriere
Im Januar 2013 verließ er die U 17 von Fortuna Köln. Nach kurzen Zwischenstationen in Bonn und Troisdorf kehrte er im August 2014 in die U 19 zurück. Zur Saison 2015/16 wurde Koruk in die 2. Mannschaft (Bezirksliga) der Fortuna hochgezogen, der er mit 32 Treffern in 23 Ligaspielen zum Aufstieg in die Landesliga verhalf.
Am 1. August 2015, dem 2. Spieltag, debütierte er bei den Profis der Fortuna in der 3. Liga. Beim 1:1 gegen den VfR Aalen kam er in der 85. Spielminute für Julius Biada in die Partie.
Im Sommer 2017 wechselte er in die drittklassige türkische TFF 2. Lig zum Sancaktepe Belediyespor. Dort gab er bereits am 1. Spieltag bei der 1:3-Niederlage gegen Sivas Belediyespor sein Debüt, nachdem er in der 85. Minute eingewechselt wurde. Im Sommer 2020 kehrte er nach Deutschland zurück und spielte zunächst für den SV Bergisch Gladbach 09 in der Regionalliga West, ehe er 2021 einen Vertrag beim Drittligisten SV Meppen erhielt. Nach 15 Ligaeinsätzen wurde das Arbeitsverhältnis im Januar 2022 „aus persönlichen Gründen“ aufgelöst. Kurze Zeit später nahm ihn dann Ligarivale SC Verl unter Vertrag. Im Sommer 2022 wechselte er in die Regionalliga West zum SV Straelen.
In der Wintertransferphase des folgenden Jahres wechselte Koruk zu der BSV Schwarz Weiß Rehden, wo er bis zum Ende der Saison blieb. Er wechselte am Ende der Saison zum Regionalligisten Rot-Weiß Ahlen.
In der zweiten Wechselperiode der Spielzeit 2023/24 wechselte er zum Mittelrheinligisten Bonner SC, wo er aktuell spielt. Beim Mittelrheinligaspiel gegen den Siegburger SV 04 am 10. November 2024, welches der Bonner SC mit 6:1 gewann, gelangen Koruk als erstem Spieler in der Vereinshistorie fünf Tore in einem Spiel.